# Bazar Baradiïne
 (mai 2017).
Bazar Baradievitch Baradiïne (mongol cyrillique : Базар Барадиевич Барадийн), né le 16 juin 1878 à Mogoïtuï (ru) (qui dépendait alors de la Aguinskaïa Stepnaïa Douma (ru)) dans l’Oblast de Transbaïkalie, exécuté par le pouvoir soviétique lors des Grandes purges le 24 août 1937 à Leningrad, est un orientaliste et littéraire écrivant en langue bouriate. Il est également enseignant et traducteur.

## Biographie
Bazar Baradiïne est né dans la famille de onze enfants d'un éleveur nomade. Sa scolarité se poursuit jusqu'en 1895 à l'école de Tchita, puis, au gymnase de Piotr Badmaïev à Saint-Pétersbourg. En 1900, il effectue un voyage en Europe en tant qu’interprète d'un marchand d'Aguinskoïe (en). Il visite l'Allemagne, la Suisse et l'Italie.
En 1901, il entame les études à la faculté juridique de l'Université impériale de Saint-Pétersbourg avant de changer pour la faculté d'Orientalisme scientifique où il a pour professeur Sergueï Oldenburg et Fiodor Chtcherbatskoï. Il étudie le sanskrit, le tibétain et le mongol. À cette époque, Baradiïne milite déjà pour l’indépendance nationale des Bouriates et la préservation de leur culture.
En 1905-1907, il fait les études approfondies du tibétain auprès du 13e dalaï-lama Thubten Gyatso. Il passe notamment huit mois au Monastère de Labrang. Ses observations consignées dans son journal sont accompagnées de plusieurs centaines de photos. La Société russe de géographie récompense son travail par la Médaille Nikolaï Prjevalski (ru).
De 1908 à 1917, il enseigne la langue mongole à la Faculté orientale de l'université impériale de Saint-Pétersbourg. En 1910, il traduit en bouriate plusieurs œuvres de Léon Tolstoï.
Il retourne en Sibérie après la Révolution de Février et se consacre à des activités politiques et sociales, il devient membre du Comité national central des Bouriates-Mongols de Sibérie orientale (Центральный Национальный комитет бурят-монголов Восточной Сибири).
En 1923, la République socialiste soviétique autonome bouriate est formée. Bazar Baradiïne en devient le premier Commissaire du peuple à l'éducation. Il continue également son travail scientifique. En 1923-1929, il dirige l'Institut d'orientalisme scientifique de la Division sibérienne de l'Académie des sciences de Russie.
Il est arrêté le 20 février 1937 par le NKVD et accusé d'appartenance à une organisation anti-révolutionnaire d'Agvan Dorjiev, de préparation d'un soulèvement armé et d'espionnage. Après son procès qui se tint à Léningrad, il fut condamné à mort et fusillé.
Le 27 mars 1958, son affaire est reconsidérée par le Collège militaire de la Cour suprême de l'URSS et en absence de preuves classée sans suite.
Un monument à l'effigie de Baradiïne fut inauguré à Oulan-Oudé le 19 septembre 2012.